# Buddy MacKay
Kenneth Hood "Buddy" MacKay, Jr., född 22 mars 1933 i Ocala, Florida, död 31 december 2024, var en amerikansk demokratisk politiker. MacKay tillträdde som Floridas guvernör efter Lawton Chiles död den 12 december 1998 och innehade ämbetet fram till 5 januari 1999.
MacKay växte upp i födelsestaden Ocala och tjänstgjorde i USA:s flygvapen. År 1954 avlade han två grundexamina (B.S. och B.A.) vid University of Florida. Efter militärtjänstgöringen avlade han 1961 juristexamen vid University of Florida Law School. Han var ledamot av USA:s representanthus 1983-1989 och Floridas viceguvernör 1991–1998.